# Çò des Piro
Çò des Piro és una casa amb elements gòtics i renaixentistes de Garòs al municipi de Naut Aran (Vall d'Aran) inclosa a l'Inventari del Patrimoni Arquitectònic de Catalunya.

## Descripció
Casa de planta rectangular, amb planta baixa i dos pisos més, està coberta a dues aigües. Amb la façana principal de maçoneria al costat sud, al carrer Major o de Sant Julià.
La llinda de la porta és monolítica i presenta la següent inscripció gravada: "JAUME MILLU".
A la planta baixa, a la part esquerra de la porta, entrant, hi ha una petita finestra gòtica amb arc conopial.